# Moriones
Moriones es una entidad de población española del municipio de Ezprogui, perteneciente a la Comunidad Foral de Navarra.

## Historia
Hacia mediados del siglo XIX, el lugar, que por entonces formaba ayuntamiento con Izco, tenía contabilizada una población de 72 habitantes. Aparece descrito en el undécimo volumen del Diccionario geográfico-estadístico-histórico de España y sus posesiones de Ultramar de Pascual Madoz con las siguientes palabras:

MORIONES: l. del valle de Aibar, en la prov. y c. g. de Navarra, part. jud. de Aoiz (5 leg.), aud. terr. y dióc. de Pamplona (6): forma ayunt. con Izco (V.) y otros: sit. en pendiente á la der. del r. Aragon; clima templado; reinan los vientos NS. y SO y se padecen constipados. Tiene 12 casas que forman una calle; escuela de primera educacion para ambos sexos frecuentada por unos 12 alumnos y dotada con 600 rs. vn.; igl. parr. de entrada dedicada á San Martin, servida por un abad de provision de los vec., y cementerio contiguo á la misma. El térm. se estiende 1/2 leg. de N. á S. é igual dist. de E. á O., confina N. Irangoti y Leache; E. Sada; S. Ayesa y Eslaba, y O. Loya, y comprende dentro de su radio el monte Gorrio poblado de robles pequeños y matas bajas; un soto en las márgenes del r. con algunos robles y yerbas para los ganados. El terreno es de buena calidad aunque quebrado: le atraviesan dos arroyos que juntándose en esta jurisd., van á depositar sus aguas en el r. Aragon. caminos: los locales en mediano estado: el correo se recibe de Sangüesa, por balijero, los lunes, miércoles y sábados, y se despacha en los mismos dias. prod.: trigo, avena, cebada y otros granos; cria de ganado vacuno, lanar y cabrio; caza de perdices, conejos y liebres. pobl.: 12 vec. 72 alm. contr. con el valle (V.)
(Madoz, 1848, p. 609)

En 2022, la entidad singular de población tenía empadronados seis habitantes y el núcleo de población, cuatro.